# Contraction des lanthanides

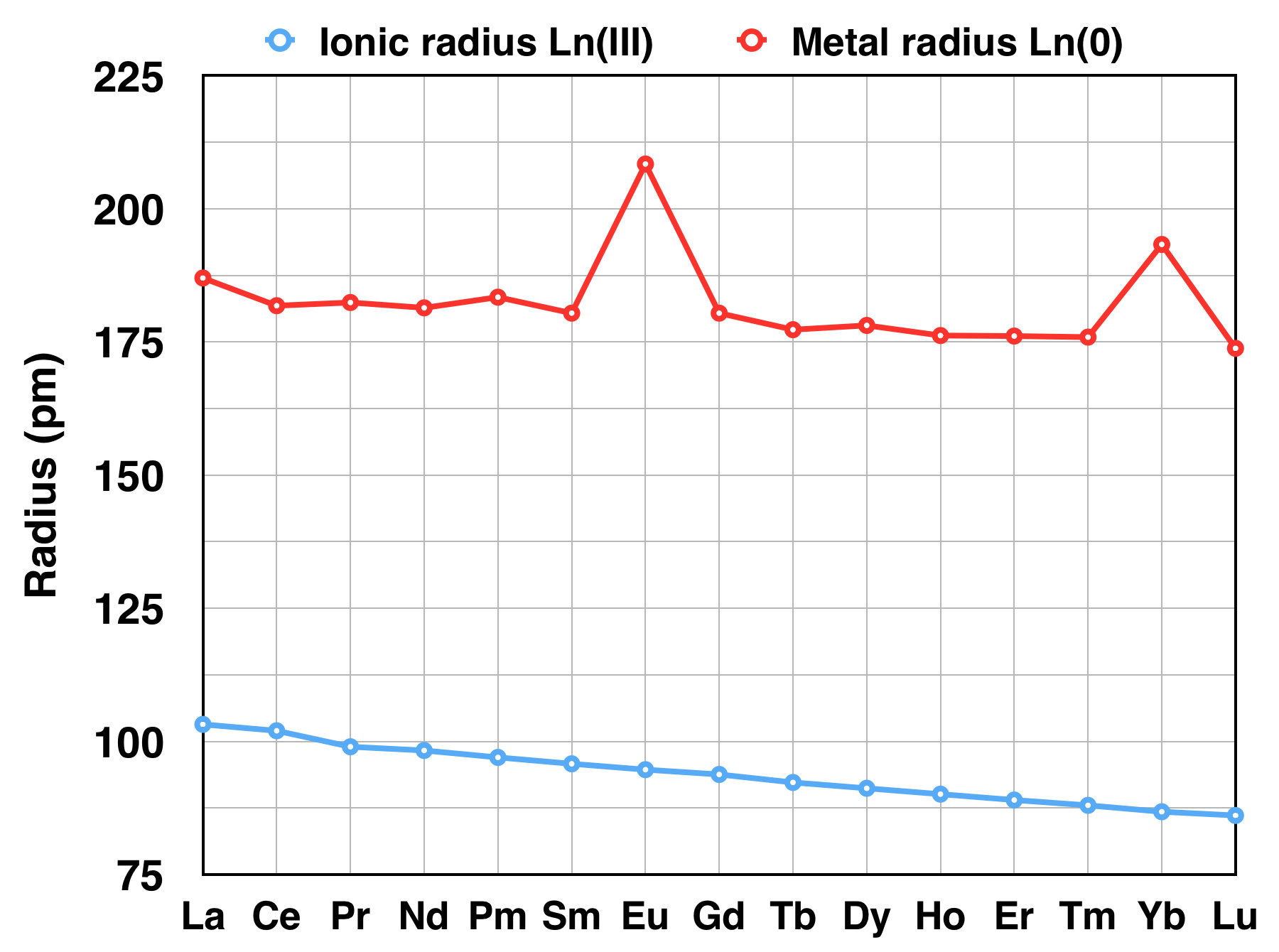
Le rayon ionique (en bleu) décroît du lanthane au lutécium.

La contraction des lanthanides ou contraction lanthanidique désigne, en chimie, le fait que le rayon ionique des lanthanides décroît significativement lorsque le numéro atomique augmente, pour les atomes non chargés ou des ions possédant la même charge. Ce phénomène, découvert dans les années 1920 par le chimiste norvégien Victor Goldschmidt, provient du fait que les lanthanides sont caractérisés par le remplissage de la sous-couche 4f, et les orbitales f écrantent le noyau atomique moins efficacement que les autres orbitales : par ordre d'efficacité d'écrantage décroissant, les orbitales atomiques se rangent en s > p > d > f ; en raison de cet écrantage imparfait, la charge nucléaire agit davantage sur les électrons périphériques lorsque le numéro atomique augmente, de sorte que le rayon des atomes et des ions de lanthanides diminue du lanthane jusqu'au lutécium :
| Élément chimique | Élément chimique | Élément chimique | Rayon ionique du trication Ln3+ |
| n° 57            | La               | Lanthane         | 103 pm                          |
| n° 58            | Ce               | Cérium           | 102 pm                          |
| n° 59            | Pr               | Praséodyme       | 99 pm                           |
| n° 60            | Nd               | Néodyme          | 98,3 pm                         |
| n° 61            | Pm               | Prométhium       | 97 pm                           |
| n° 62            | Sm               | Samarium         | 95,8 pm                         |
| n° 63            | Eu               | Europium         | 94,7 pm                         |
| n° 64            | Gd               | Gadolinium       | 93,8 pm                         |
| n° 65            | Tb               | Terbium          | 92,3 pm                         |
| n° 66            | Dy               | Dysprosium       | 91,2 pm                         |
| n° 67            | Ho               | Holmium          | 90,1 pm                         |
| n° 68            | Er               | Erbium           | 89 pm                           |
| n° 69            | Tm               | Thulium          | 88 pm                           |
| n° 70            | Yb               | Ytterbium        | 86,8 pm                         |
| n° 71            | Lu               | Lutécium         | 86,1 pm                         |
La chimie quantique relativiste rend également compte d'une partie du phénomène.
La contraction des lanthanides a plusieurs conséquences :
- Lorsque leur numéro atomique croît, les lanthanides voient également croître leur densité, leur dureté et leur température de fusion, à l'exception notable de l'ytterbium qui s'écarte largement de ce paradigme.
- À l'état d'ions trivalents, la contraction des lanthanides module légèrement les propriétés de leurs ions complexes. Les ions les plus petits forment habituellement les complexes les plus stables : l'interaction électrostatique avec les ligands est d'autant plus forte que l'ion central est petit. Le nombre de coordination diminue également le long de la série. Par exemple, pour les ions hydratés [Ln(H2O)n]3+ (Ln = lanthanide), il est habituellement de n = 9 au début de la série et n = 8 à la fin de celle-ci. Cette différence subtile entre les propriétés chimiques des lanthanides due à la contraction lanthanidique, facilite leur séparation. En effet, les lanthanides sont habituellement trouvés à l'état de mélange dans les minerais [2].
- Le hafnium, qui suit immédiatement les lanthanides parmi les métaux de transition dans le groupe 4, a quasiment le même rayon atomique (un peu moins de 160 pm) avec une masse atomique de 178,5 que le zirconium, qui est pourtant situé une période au-dessus de lui avec une masse atomique de 91,2 (et 32 électrons de moins) ; il s'ensuit une augmentation importante de la densité des métaux de transition entre les 5e et 6e périodes : 6 511 kg/m3 pour le zirconium, mais 13 310 kg/m3 pour le hafnium.